# 敦賀站
敦賀站（日语：／ Tsuruga eki），是一個位於福井縣敦賀市鐵輪町一丁目，屬於西日本旅客鐵道（JR西日本）、日本貨物鐵道（JR貨物）與福井幸福鐵道的鐵路車站。
隨北陸新幹線於2024年3月16日伸延至此，原北陸本線以北的路段被轉換至第三部門鐵道的福井幸福鐵道繼續營運。不過在來線站房及月台仍然由JR西日本負責管理。
原有称为“敦贺港线”的货运支线通往敦贺港车站，但2009年起不再有列车行驶，2019年4月正式废止。

## 車站結構

### 新幹線

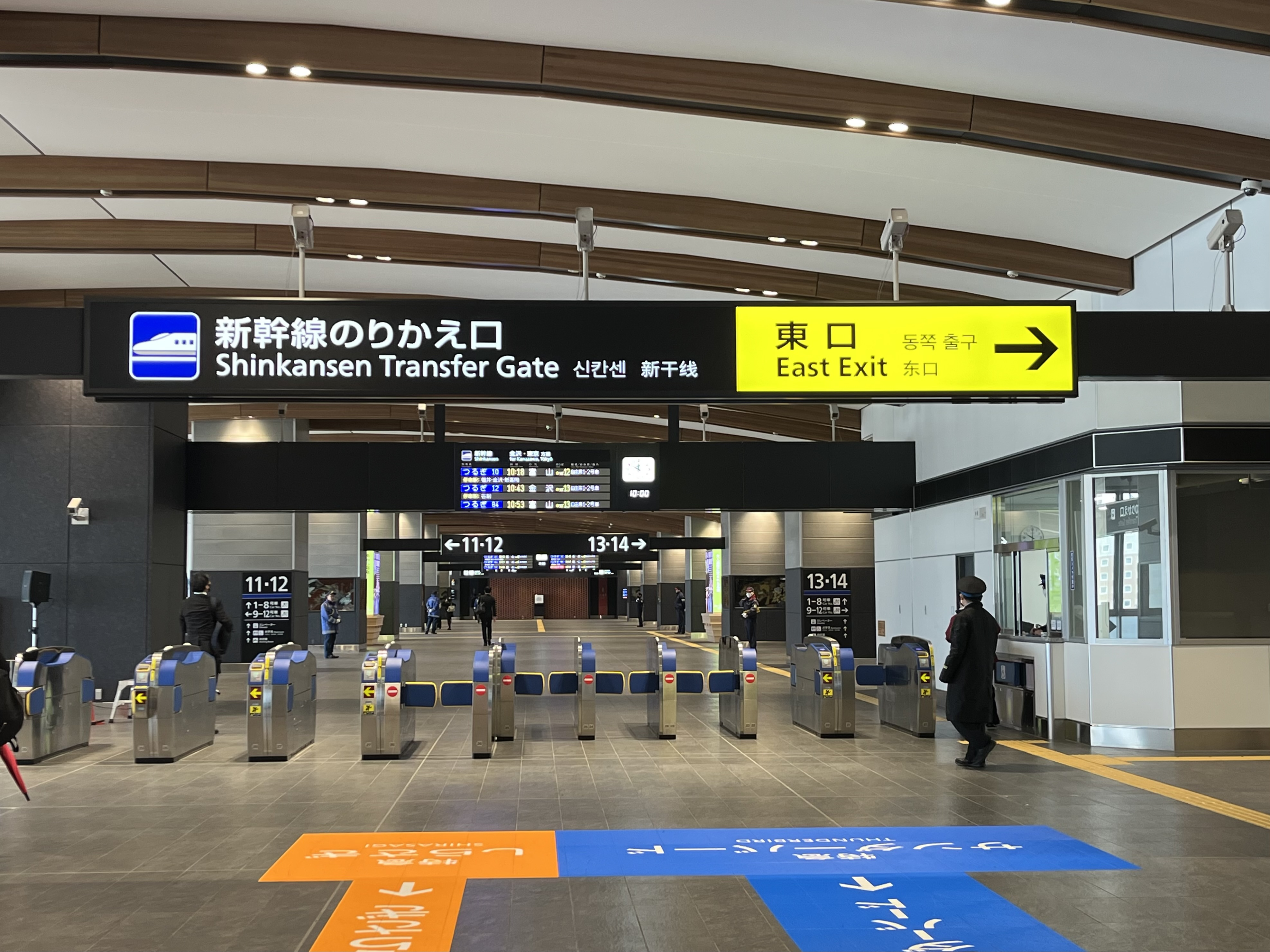
新幹線閘口（2024年3月）

隨北陸新幹線的金澤－敦賀段於2024年3月16日通車。月台的位置為跨過國道8號的繞道上，高約24米（相當於8層樓高），計劃設於現時站舍的月台距離約200米的位置，被批評對旅客不方便。新幹線月台為2面4線，正下方平面處設有特急專屬的2面4線月台。。
| 月台   | 路線       | 目的地         |
| ------ | ---------- | -------------- |
| 11－14 | 北陸新幹線 | 金澤、東京方向 |

### 在來線
島式月台3面6線、分離式月台1線、新幹線車站下方特急專屬月台2面4線，合計5面11線的高架車站。站舍位於構內西側。1、2號月台為小濱線列車到發，3－7號月台為北陸本線列車到發。原有稱為「敦賀港線」的貨運支線通往敦賀港車站，但2009年起不再有列車行駛，2019年4月正式廢止。31～34號月台位於新幹線車站下方平面層，停靠以本站作為起訖站的特急「雷鳥」與特急「白鷺」。

#### 月台配置
| 月台 | 路線                 | 方向    | 目的地           | 備註             |
| ---- | -------------------- | ------- | ---------------- | ---------------- |
| 1、2 | ■小濱線              | ■小濱線 | 小濱、東舞鶴方向 | 小濱、東舞鶴方向 |
| 3    | ■ Hapi-line Fukui 線 | 下行    | 福井、金澤方向   | 快速、普通       |
| 4    | 北陸本線、 湖西線    | 上行    | 大阪、米原方向   | 新快速、普通     |
| 5    | ■ Hapi-line Fukui 線 | 下行    | 福井、金澤方向   | 主要為普通       |
| 5    | 北陸本線、 湖西線    | 上行    | 大阪、米原方向   | 新快速、普通     |
| 6    | 北陸本線、 湖西線    | 上行    | 大阪、米原方向   | 特急             |
| 7    | 北陸本線、 湖西線    | 上行    | 大阪、米原方向   | 新快速、普通     |
| 7    | ■ Hapi-line Fukui 線 | 下行    | 福井、金澤方向   | 一部分的普通     |
| 31   | 特急「白鷺」         | -       | 下車月台         |                  |
| 32   | 特急「雷鳥」         | -       | 下車月台         |                  |
| 33   | 特急「雷鳥」         | -       | 京都、大阪方向   |                  |
| 34   | 特急「白鷺」         | -       | 米原、名古屋方向 |                  |

## 交直流分界
JR西日本在2006年9月24日完成長濱站至敦賀站間的交流改直流工程之後，北陸本線在此站以東採用20000伏特、60Hz的交流電，以西為1500伏特直流電。交直流分界的中性區間及變電所設在出站後往東（金澤方向）的正線上，站場內各線仍是直流電。小濱線則全線使用1500伏特直流電。

## 使用情況
1日的平均乘客人數如下。
| 年度               | 1日平均 乘客人數 |
| ------------------ | ---------------- |
| 1998年（平成10年） | 3,018            |
| 1999年（平成11年） | 2,995            |
| 2000年（平成12年） | 2,928            |
| 2001年（平成13年） | 2,839            |
| 2002年（平成14年） | 2,777            |
| 2003年（平成15年） | 2,772            |
| 2004年（平成16年） | 2,784            |
| 2005年（平成17年） | 3,023            |
| 2006年（平成18年） | 3,012            |
| 2007年（平成19年） | 3,147            |
| 2008年（平成20年） | 3,326            |
| 2009年（平成21年） | 3,873            |
| 2010年（平成22年） | 3,498            |
| 2011年（平成23年） | 3,885            |
| 2012年（平成24年） | 3,489            |
| 2013年（平成25年） | 3,386            |
| 2014年（平成26年） | 3,365            |

## 相鄰車站
※停靠此站的特急「雷鳥」、「白鷺」的相鄰停車站參見各列車條目。
西日本旅客鐵道
 北陸本線（一部分列車直通 湖西線）
■新快速、■快速（大阪方向）
新疋田（JR-A02/JR-B09）－敦賀（JR-A01/JR-B08）
■普通
新疋田（JR-A02/JR-B09）－敦賀（JR-A01/JR-B08）

■小濱線（所有定期列車均為各站停車）
西敦賀－敦賀
福井幸福鐵道
■Hapi-line Fukui線
快速（早上下行、晚上上行各1班）
敦賀－今
快速（其他班次）
敦賀－南條
普通
敦賀－南今
西日本旅客鐵道
北陸新幹線
越前武生－敦賀
日本貨物鐵道
北陸本線貨物支線（通稱「敦賀港線」），已於2019年4月正式廢止。
敦賀－敦賀港

### 曾經存在的路線
日本國有鐵道
北陸本線（舊線）
敦賀－（深山信號場）－新保
柳瀨線
疋田－（鳩原信號場）－敦賀

## 腳注

### 來源
1. ↑  . NHK News Web. 2023-08-30  [2023-08-30]. （原始内容存档于2023-10-24） （日语）.
2. ↑  . 福井新聞. 2014-09-30  [2016-04-26]. （原始内容存档于2016-05-07）.
3. ↑  . 福井新聞. 2016-04-28  [2016-05-05]. （原始内容存档于2016-04-28）.
4. ↑  . 福井新聞. 2015-04-24  [2016-04-26]. （原始内容存档于2015-04-24）.
5. 1 2  . LNEWS. 2018-12-18  [2018-12-18]. （原始内容存档于2018-12-18）.
6. ↑  根據福井縣統計年鑑。

## 關連項目
- 日本鐵路車站列表
- 中部車站百選 - 第4回（2002年）認定的25站之一。
- 中性區

## 外部連結
- 敦賀｜車站資訊：JR出門網 - 西日本旅客鐵道
- 敦賀站 - Hapi-line Fukui （页面存档备份，存于）
- 敦賀站交流設施orupark （页面存档备份，存于）